# گوستاو هوگو
گوستاو هوگو (انگلیسی: Gustav Hugo؛ ۲۳ نوامبر ۱۷۶۴ – ۱۵ سپتامبر ۱۸۴۴) استاد دانشگاه، و حقوق‌دان اهل دوک‌نشین بزرگ بادن بود.

## زندگی
هوگو در لوراخ در بادن به دنیا آمد. او در سال ۱۷۸۲ میلادی از دبیرستانی در کارلسروهه به دانشگاه گوتینگن رفت و در آنجا به مدت سه سال در رشته حقوق تحصیل کرد. پس از انتصاب به عنوان معلم خصوصی شاهزاده آنهالت-دسائو، مدرک دکتری خود را در دانشگاه هال در سال۱۷۸۸ میلادی گرفت. در همان سال به عنوان استاد حقوق به گوتینگن فراخوانده شد و در سال ۱۷۹۲ میلادی در آنجا استاد تمام شد.
هوگو توسط کارل مارکس به دلیل توجیه «قانون قدرت خودسرانه»، یعنی به دلیل تأیید بی عدالتی و استثمار اجتماعی صرفاً به دلیل وجود نهادهایی که آنها را ایجاد می کنند، مورد انتقاد قرار گرفت و مورد تمسخر قرار گرفت.